# Jürgen Kohler
Jürgen Kohler (* 6. Oktober 1965 in Lambsheim) ist ein ehemaliger deutscher Fußballspieler, der seit dem Ende seiner Spielerkarriere als Trainer tätig ist. In seiner aktiven Zeit wurde er mit der deutschen Nationalmannschaft 1990 Weltmeister und 1996 Europameister, im Verein gewann er mit dem FC Bayern München, Juventus Turin und Borussia Dortmund, wo er die größten Erfolge feierte, die Champions League, den UEFA-Pokal sowie dreimal die deutsche und einmal die italienische Meisterschaft. Kohler lief 105 Mal für die Nationalmannschaft auf und gehört damit zu den zehn deutschen Nationalspielern mit den meisten Länderspieleinsätzen. Nach Philipp Lahm ist Kohler der deutsche Abwehrspieler mit den meisten Länderspieleinsätzen.

## Karriere als Spieler

### Vereine
Vom zehnten bis sechzehnten Lebensjahr spielte Kohler in seinem Geburtsort beim TB Jahn Lambsheim, ehe er 1982 in die Jugendabteilung von Waldhof Mannheim wechselte und als 18-Jähriger einen Profivertrag erhielt. Sein Bundesliga-Debüt gab er am 7. April 1984 (28. Spieltag) beim 2:0-Sieg im Heimspiel gegen den 1. FC Kaiserslautern, als er in der 89. Minute für Thomas Remark eingewechselt wurde. In seiner ersten Profisaison nur fünfmal eingesetzt, steigerte er seine Einsätze und kam in seiner zweiten Saison auch zu seinem ersten Bundesligator: Am 26. Januar 1985 (13. Spieltag) erzielte er den Treffer zum zwischenzeitlichen 4:1 beim 5:2-Heimsieg über den FC Schalke 04. Für die Waldhöfer war er bis 1987 aktiv und absolvierte 95 Ligaspiele (sechs Tore) und sechs Einsätze im DFB-Pokal (zwei Tore).
Von 1987 bis 1989 war er beim 1. FC Köln aktiv. Seinen ersten internationalen Einsatz auf Vereinsebene absolvierte er am 7. September 1988 in der 1. Runde des UEFA-Pokals beim 4:2-Sieg im Auswärtsspiel bei Royal Antwerpen.
1989 wechselte „der Kokser“ – Kohlers Spitzname – zum FC Bayern München, blieb dort zwei Jahre und wurde 1990 Deutscher Meister. In den beiden Spielzeiten kam er auf 55 Bundesligaspiele und neun Einsätze im Europapokal der Landesmeister, in dem er zweimal das Halbfinale erreichte.
Von 1991 bis 1995 spielte er beim italienischen Erstligisten Juventus Turin, mit dem er 1993 (gegen Borussia Dortmund) den UEFA-Pokal und 1995 die Meisterschaft gewann. 1992 gewann er in Italien die Wahl zum besten ausländischen Spieler.
1995 kehrte er nach Deutschland zurück und spielte bis 2002 für Borussia Dortmund. 191 Ligaspiele, 12 Einsätze im DFB-Pokal, 4 im Ligapokal, 7 im UEFA-Pokal und 33 in der Champions League sowie zwei Meisterschaften, der Sieg in der Champions League und der Gewinn des Weltpokals sind das Ergebnis seiner siebenjährigen Zeit bei den Dortmundern. Dort wurde er durch seine kämpferische Spielweise schnell zum Publikumsliebling. Vom Publikum dort wurde er „Jürgen Kohler – Fußballgott“ gerufen. 1997 wurde er zu Deutschlands Fußballer des Jahres gewählt. Sein letztes Spiel absolvierte er am 8. Mai 2002 im Finale um den UEFA-Pokal, das mit 2:3 gegen Feyenoord Rotterdam verloren wurde; Kohler sah zudem nach einer „Notbremse“ in der 31. Minute die Rote Karte.

### Nationalmannschaft
Kohler spielte 1983 und 1984 achtmal für die U-18-Nationalmannschaft und erzielte ein Tor. Er debütierte am 18. Oktober 1983 in Schifferstadt beim 3:1-Sieg über die Auswahl Dänemarks; gegen die er zwei Tage später in Neustadt beim 5:0-Sieg auch sein einziges Tor für diese Auswahlmannschaft erzielte. Sein letztes Spiel bestritt er am 10. April 1984 in Kufstein beim 1:0-Sieg über die Auswahl Österreichs. Für die U-21-Nationalmannschaft spielte er elfmal, erstmals am 23. Februar 1985 in Lissabon bei der 1:2-Niederlage gegen Portugal, letztmals am 28. April 1987 in Venlo bei der 1:3-Niederlage gegen die Niederlande.
Am 24. September 1986 debütierte Kohler in Kopenhagen in der A-Nationalmannschaft beim 2:0-Sieg über Dänemark. Bis zu seinem letzten Länderspiel, am 4. Juli 1998 in Lyon – bei der 0:3-Niederlage gegen Kroatien im Viertelfinale der Weltmeisterschaft in Frankreich – nahm er sowohl an den Weltmeisterschaften 1990, 1994 und 1998 sowie an den Europameisterschaften 1988, 1992 und 1996 teil. Für Aufmerksamkeit sorgten Ende der 1980er und Anfang der 1990er Jahre seine bei großen Turnieren ausgetragenen Duelle mit dem niederländischen Stürmer Marco van Basten. Die beiden trafen mit ihren Nationalmannschaften im Halbfinale der EM 1988, im Achtelfinale der WM 1990 und im Gruppenspiel der EM 1992 aufeinander. Kohler war jeweils mit der Bewachung van Bastens betraut. Bei der EM 1988 verursachte der Deutsche durch ein Foul am Niederländer einen umstrittenen Elfmeter, des Weiteren erzielte van Basten den Siegtreffer. Auch bei der WM 1990 verursachte Kohler an van Basten einen wiederum umstrittenen Strafstoß, schaltete den Stürmer ansonsten während des Spiels weitgehend aus. Bei der EM 1992 kam van Basten ungeachtet der Bewachung Kohlers zwar zu mehreren Torchancen, traf nicht, gewann aber gegen seinen „alten Rivalen“ und die DFB-Elf.
Bei der EM 1996, in die er die deutsche Mannschaft als Kapitän führte, verletzte er sich im ersten Spiel gegen Tschechien nach wenigen Minuten am Knie und fiel für den Rest des Turnieres aus. In seinen 105 Einsätzen gelangen ihm auch zwei Tore: Das erste am 4. Juni 1996 in Mannheim in einem Testspiel beim 9:1-Sieg über Liechtenstein, das zweite am 18. Februar 1998 in Maskat (ebenfalls in einem Testspiel) beim 2:0-Sieg über den Oman.
Kohler war nach Franz Beckenbauer, Lothar Matthäus und Jürgen Klinsmann der vierte deutsche Fußballer, der mehr als 100 Länderspiele absolvierte. Nach seinem Karriereende lag er lange auf dem dritten Platz hinter Matthäus und Klinsmann, bevor Miroslav Klose ihn 2010 überholte. Mittlerweile liegt er auf dem neunten Platz.

### Erfolge
International
- Weltmeister: 1990
- Europameister: 1996, Zweiter 1992
- 1992 – All-Star-Team der Europameisterschaft 1992[8]
- Weltpokalsieger: 1997 (Borussia Dortmund)
- Champions-League-Sieger: 1997 (Borussia Dortmund)
- UEFA-Pokal-Sieger: 1993 (Juventus Turin)

Deutschland
- Deutscher Meister: 1990 (FC Bayern München), 1996, 2002 (Borussia Dortmund)
- DFB-Supercup: 1990 (FC Bayern München), 1995, 1996 (Borussia Dortmund)
- Einstufung als Weltklasse in der Rangliste des deutschen Fußballs: Winter 1988/89, Sommer 1989, Sommer 1990, Winter 1991/92, Winter 1996/97, Sommer 1997
- Aufnahme in die Hall of Fame des deutschen Fußballs: 2021
- Fußballer des Jahres (Deutschland): 1997

Italien
- Italienischer Meister: 1995 (Juventus Turin)
- Italienischer Pokalsieger: 1995 (Juventus Turin)

## Karriere als Trainer
Zusammen mit einigen weiteren verdienten Nationalspielern erhielt Jürgen Kohler im Jahr 2000 vom DFB die Möglichkeit, mit der Teilnahme an einem stark verkürzten Intensivkurs (zwei Mal zwei Wochen) in der Sportschule Hennef seinen Trainerschein zu bekommen. Die Ausbildung, welche bis dahin regulär in sechs Monaten an der Sporthochschule Köln absolviert werden muss, wurde um mehr als die Hälfte der ansonsten 560 Unterrichtsstunden gekürzt.
Am 11. Oktober 2001 gab der DFB bekannt, dass Kohler ab dem 1. Juli 2002 neuer Trainer der U21-Nationalmannschaft und damit Nachfolger von Hannes Löhr wird.
Am 31. März 2003 wechselte Kohler als Sportdirektor zu Bayer 04 Leverkusen, das sich nach einer hoch erfolgreichen Saison 2001/02 nun in akuter Abstiegsgefahr befand. Die Verpflichtung Kohlers brachte eine gewisse Brisanz mit sich, da Leverkusen in der Vorsaison erst am 33. Spieltag von Borussia Dortmund überholt worden war. Einen Spieltag zuvor war Dortmund nach einer zweifelhaften und umstrittenen Aktion von Kohler kurz vor Schluss ein Elfmeter zugesprochen worden, der dazu führte, dass Dortmund den Abstand auf Leverkusen von fünf auf zwei Punkte verkürzen konnte. Nur so war es Dortmund letztlich möglich, in der Folgewoche vorbeizuziehen und als Tabellenführer in den letzten Spieltag zu gehen. Leverkusen verspielte im Zuge der nun verpassten Meisterschaft auch noch zwei andere Titel und brach in der Folgesaison völlig ein, was schlussendlich dazu führte, dass der Trainerstab umgebaut wurde. Im Zuge dessen wurde dann auch Kohler geholt. Er wurde als Motivator verpflichtet („Ich weiß, was Spieler denken, was Spieler fühlen“, sagte er auf der Pressekonferenz zu Beginn seiner Amtszeit), nahm sogar neben dem Trainer auf der Bank Platz und startete mit einem triumphalen 4:1 in seine Zeit in Leverkusen. Er blieb bis 29. Juni 2004 Sportdirektor des Vereins.
Vom 17. Dezember 2005 bis zu seiner Entlassung am 4. April 2006 war Kohler Trainer des MSV Duisburg. Im August 2008 wurde er Trainer des Drittligisten VfR Aalen und damit Nachfolger des entlassenen Edgar Schmitt. Als Ziel gab Kohler an, den Verein in die 2. Bundesliga führen zu wollen. Bereits am 15. November 2008 gab er aus gesundheitlichen Gründen seinen Rücktritt vom Traineramt bekannt, blieb dem Verein aber als Sportdirektor erhalten. Interimsweise wurde die Mannschaft daraufhin vom bisherigen Co-Trainer Kosta Runjaic betreut. Kohlers Nachfolger als Trainer wurde Petrik Sander, der Runjaic als Co-Trainer behielt. Am 5. Mai 2009 traten Kohler und Sander von ihren Ämtern zurück, Aalen stand zu diesem Zeitpunkt auf einem Abstiegsplatz.
Bis Ende Dezember 2011 trainierte Kohler die A-Jugend des Grafschafter-SV und schaffte souverän mit ihr den Aufstieg in die Bezirksliga. Danach wurde Kohler als neuer Trainer der A-Junioren-Bundesliga-Mannschaft des Bonner SC vorgestellt. Mit Trainingsbeginn am 5. Januar 2012 trat er sein Amt in Bonn an. Nach nur wenigen Wochen gab er Anfang März 2012 diese Funktion wieder ab. Seine bisherigen Assistenten Alexander Halfen und Kourosch Hosseini führen diese Arbeit fort. Kohler begründete diesen Schritt mit starker beruflicher Beanspruchung als Unternehmensrepräsentant und TV-Co-Kommentator.
Am 14. Oktober 2013 übernahm Kohler den Rheinlandligisten SpVgg EGC Wirges. In seiner ersten Saison stieg er mit der Mannschaft in die Oberliga Rheinland-Pfalz/Saar auf. Am 14. März 2015 wurde sein sofortiger Rücktritt als Trainer dieses Vereins bekannt gegeben.
Zur Saison 2015/16 wurde Kohler als neuer Trainer des Oberligisten SC Hauenstein vorgestellt. Nach nur einer Spielzeit beendete er seine Tätigkeit dort, um ab der Saison 2016/17 den Mittelrheinligisten VfL Alfter zu betreuen.
Im Sommer 2018 unterschrieb Kohler einen Zweijahresvertrag als Cheftrainer der A-Jugend des FC Viktoria Köln. Im Mai 2019 schaffte er als Meister der Verbandsliga Mittelrhein mit seiner Mannschaft den Aufstieg in die A-Junioren-Bundesliga. Zwei Tage nach dem erfolgreichen Aufstieg wurde Kohler zum Interimstrainer der Regionalligamannschaft ernannt, mit dem Ziel, am letzten Spieltag den Aufstieg in die 3. Liga zu erreichen. Nachdem er dieses Ziel erreicht hatte, übernahm er wieder die U19-Mannschaft. Ende April 2020 gab der Verein bekannt, Kohlers zum Saisonende auslaufenden Vertrag nicht mehr verlängert zu haben. Ende Juni 2024 gab der Bonner SC die Rückkehr Kohlers zum Verein als Trainer der U17 bekannt.

### Erfolge
- Meister der Rheinlandliga: 2014 (SpVgg EGC Wirges)
- Meister der A-Jugend-Mittelrheinliga: 2019 (FC Viktoria Köln U19)

## Sonstiges
Im Juni 2009 besorgte sich Jürgen Kohler einen Spielerpass, um als Amateur beim Kreisliga-C-Verein Alemannia Adendorf im Rhein-Sieg-Kreis zu spielen. Des Weiteren trainiert er die A-Jugend des SV Grafschaft, einem Verein in seinem aktuellen Wohnort. Ferner ist er Träger des Silbernen Lorbeerblattes.
Inzwischen gehört Jürgen Kohler dem Kuratorium der Stiftung Jugendfußball an. Diese Stiftung wurde im Jahr 2000 von ihm selbst, Jürgen Klinsmann und weiteren Nationalspielern sowie den Dozenten des Fußball-Lehrer-Sonderlehrgangs gegründet.
Seit Januar 2011 war Kohler im Beirat des Frauenfußball-Bundesligisten SC 07 Bad Neuenahr. Dort übernahm er sowohl im Marketing als auch im sportlichen Bereich eine beratende Rolle. Ebenso stand er beratend der SG Bad Breisig zur Seite. Im April und Mai 2013 war er als Nachfolger von Günter Sebert ehrenamtlich sportlicher Leiter des Regionalligisten SV Waldhof Mannheim. Heute arbeitet er als Unternehmensrepräsentant und Vermögensberater.
Kohler hat eine Tochter Laura aus seiner ersten Ehe mit Esther Kohler. In zweiter Ehe ist Kohler mit Silke Kohler verheiratet und hat mit ihr drei weitere Kinder.